# Schoenus (gênero)
- Commons
- Wikispecies

Schoenus  L. é um género botânico pertencente à família Cyperaceae.
É um gênero composto por aproximadamente 360 espécies.

## Sinônimos
| - Arthrostylis R. Br. - Chaetospora R.Br. | - Lophocarpus Boeck. - Neolophocarpus E.G.Camus |

## Espécies

### Austrália
| - Schoenus acuminatus - Schoenus andrewsii - Schoenus armeria - Schoenus badius - Schoenus benthamii - Schoenus bifidus - Schoenus breviculmis - Schoenus brevisetis - Schoenus caespititius - Schoenus calcatus - Schoenus capillifolius - Schoenus centralis - Schoenus clandestinus - Schoenus cruentus - Schoenus curvifolius - Schoenus efoliatus - Schoenus elegans - Schoenus fluitans - Schoenus globifer - Schoenus grammatophyllus | - Schoenus grandiflorus - Schoenus griffinianus - Schoenus hexandrus - Schoenus humilis - Schoenus indutus - Schoenus insolitus - Schoenus laevigatus - Schoenus lanatus - Schoenus latitans - Schoenus loliaceus - Schoenus maschalinus - Schoenus minutulus - Schoenus multiglumis - Schoenus nanus - Schoenus natans - Schoenus nitens - Schoenus obtusifolius - Schoenus odontocarpus - Schoenus pedicellatus - Schoenus pennisetis | - Schoenus pleiostemoneus - Schoenus plumosus - Schoenus punctatus - Schoenus racemosus - Schoenus rigens - Schoenus sculptus - Schoenus sesquispiculus - Schoenus subaphyllus - Schoenus subbarbatus - Schoenus subbulbosus - Schoenus subfascicularis - Schoenus subflavus - Schoenus sublateralis - Schoenus sublaxus - Schoenus submicrostachyus - Schoenus tenellus - Schoenus trachycarpus - Schoenus unispiculatus - Schoenus variicellae |

### Outras regiões
| - Schoenus falcatus – Ásia, Austrália - Schoenus ferrugineus – Europa - Schoenus karpatii – Albânia - Schoenus apogon – Ásia | - Schoenus calostachyus – Ásia - Schoenus nudifructus – Ásia - Schoenus nigricans – Europa, Ásia, África, América do Norte, Austrália, México |

- «Lista completa»

## Classificação do gênero
| Sistema | Classificação                     | Referência               |
| ------- | --------------------------------- | ------------------------ |
| Linné   | Classe Triandria, ordem Monogynia | Species plantarum (1753) |